# 補助参加
補助参加（ほじょさんか）とは、民事訴訟において他人間に係属中の訴訟の結果について利害関係を有する第三者が、当事者の一方を勝訴させることにより自己の利益を守るために、訴訟に参加する形態をいう（民事訴訟法42条）。
補助参加のうち、当事者適格はないが判決の既判力が及ぶ第三者の行う補助参加を、共同訴訟的補助参加という。
補助参加の例としては、保証人が債権者から保証債務の履行を求められて訴えを提起されている場合に、保証人が敗訴した場合、求償ないし法定代位による請求を受ける主債務者が保証人を勝訴させる目的で、保証人側に参加するような場合があげられる。
- 民事訴訟法について以下では、条数のみ記載する。

## 趣旨
補助参加という形態が認められるのは、以下の理由による。
判決の既判力は原則として当事者にしか及ばない。それゆえ、ある訴訟の結果が誰かにとって不利な結果だったとしても、その結果はその誰かにとって何ら法的な効力を及ぼさない。
しかし、裁判所は過去に行われた訴訟の結果を一定程度重視することがある。これは事実上の効力に過ぎないが、訴訟を行う者にとっては無視できないことである。このような事実上の効力は「判決の証明効」と呼ばれることがあるが、補助参加が認められるのは、この「判決の証明効」という事実上の影響力があるためである（通説）。
また、参加人は証明効のために訴訟に参加するのであるが、被参加人にとっても参加人が加わることで自己により有利な訴訟追行が期待できるというメリットがある。
さらに、参加人と被参加人との間では判決に拘束力が生じるために（後述の判決の効力参照）、両者間で生じる可能性のある訴訟と補助参加のあった訴訟とは統一的解決を図ることができる。

## 要件
1. 訴訟係属中であること。
2. 他人間の訴訟であること
3. 訴訟の結果について利害関係を有する第三者であること（ただし、後述の#補助参加の利益を参照）（以上、42条）。

## 補助参加の申出
補助参加の申出は、参加の趣旨及び理由を明らかにして、補助参加により訴訟行為をすべき裁判所にしなければならない（43条1項）。
補助参加の申出は、補助参加人としてすることができる訴訟行為（後述の#補助参加人の地位を参照）とともにすることができる（同条2項）。この訴訟行為には、上訴や再審の提起も含まれると解されている。

## 補助参加についての異議
参加人が参加しようとする訴訟の当事者が補助参加について異議を述べたときは、裁判所は、補助参加の許否について、決定で、裁判をする。この場合においては、補助参加人は、参加の理由を疎明しなければならない（44条1項）。
当事者の異議が述べられない場合は、裁判所の決定を待つまでもなく補助参加が可能である。この場合、訴訟の結果について利害関係を有する第三者であるという要件は問われないことになる。したがって、この要件が意味を有するのは、当事者が異議を述べたときになお補助参加が可能であるかという点においてである。
なお、当事者の異議は、これを述べないで弁論をし、又は弁論準備手続において申述をした後は、述べることができない（44条2項）。一種の責問権である。
裁判所が補助参加の許否を決める決定については、即時抗告をすることができる（44条3項）。

## 補助参加の利益
法は「訴訟の結果について利害関係を有する第三者」とのみ規定する。一般論としては次のようなことが言われる。
第一に、当該利害関係は法律上のものである必要があり、事実上のものでは足りないということである。したがって単なる感情的なものでは足りないが、財産上のものでなく身分法上のものもよいとされる。第二に、利害関係は訴訟の「結果」についてなければならないということである。通説は判決主文と捉えている。
補助参加の利益が問題となる場合は、3つの類型に分けることができる。
第一は、被参加人が敗訴すると、補助参加人が一定の訴えを起こされるという関係にある場合である。例えば、債権者が保証人を訴えた場合の主債務者である。伝統的にはこの類型で補助参加が認められてきた。第二は、当事者の一方と同様な立場にある第三者が、補助参加しようとする類型である。下記の判例群を参照されたい。第三は、転用的な事例である。

### 主な判例

#### 大決昭和8年9月9日
民集12巻2294p。村の出納員が村民の1人に起こした寄付金請求の訴訟で、他の村民の補助参加を大審院は認めた。請求は、村の住民大会で寄付金を負担する申し合わせがあった、との主張に基づくものであった。

#### 大決昭和7年2月12日
民集11巻119p。山林の産物採取権侵害排除請求の訴訟で、隣接地の所有権者の補助参加を大審院は否定した。

#### 東京高決昭和49年4月17日
下民集25巻1号～4号309p。ある薬剤がスモン病の原因であるとして国に対して起こされた損害賠償請求の訴訟に、その薬剤を投与したことで別の訴訟の被告になっている医師が、被告側に立って補助参加を申立てたが、退けられた。

## 補助参加人の地位
補助参加人は、独自の利益を図る目的で参加することから、独自に攻撃防御方法の提出、異議申立て、上訴などの訴訟行為をすることができるなど、独立性を有する。
その一方で、従属性も強い。具体的には、以下の点が指摘される。
- 参加の時の訴訟状態の拘束を受ける。
- 訴訟自体を処分・変更するような行為はできない。
- 被参加人の行為と抵触する行為はできない。
- 被参加人に不利な行為はできない。

## 判決の効力
被参加人が敗訴した確定判決については、被参加人と参加人で起きる後の訴訟において、原則として争うことはできなくなる。この効力については、争いはあるが判例や通説は、既判力とは異なる参加的効力と解している。参加的効力は、主観的範囲、客観的範囲、当事者の援用の必要性などにおいて、既判力とは異なるとされる。すなわち、参加的効力は参加人と被参加人の間で判決主文のみならず理由中の判断にも生ずる。

## 共同訴訟的補助参加
訴訟物（請求）について当事者適格を欠くために当事者として共同訴訟参加することはできないが、訴訟の判決について既判力などが及ぶ第三者が補助参加する場合を、特に共同訴訟的補助参加という。

## 当然の補助参加の理論
最高裁昭和43年9月12日第一小法廷判決はこの理論を否定した。その理由としては、共同訴訟人独立の原則により本来共同訴訟人のする訴訟行為は他の共同訴訟人に影響しないところ、この理論を認めるとどのような場合に補助参加したのと同様の効果が発生するのか基準が明確でなく訴訟を混乱させることになるというものである。